# Buenavista (estación del Metrobús)
Buenavista es una de las estaciones que forman parte del Metrobús de la Ciudad de México, es la correspondencia de la Línea 1, la Línea 3 y la Línea 4, siendo la terminal poniente de esta última. Se ubica en el centro de la Ciudad de México, en la alcaldía Cuauhtémoc.

## Información general
El Nombre de la estación lo toma por la cercanía de la Estación de Ferrocarriles de Buenavista, el ícono representa la silueta de un Ferrocarril.

## Conexiones
- Metro de la Ciudad de México
- Ferrocarril Suburbano de la Zona Metropolitana del Valle de México